# Peracle moluccensis
Peracle moluccensis is een slakkensoort uit de familie van de Peraclidae. De wetenschappelijke naam van de soort is voor het eerst geldig gepubliceerd in 1903 door Tesch.